# Heterographa
Heterographa is een geslacht van vlinders van de familie Uilen (Noctuidae), uit de onderfamilie Hadeninae.

## Soorten
- H. fabrilis Püngeler, 1908
- H. pungeleri Bartel, 1904
- H. tetrastigma Brandt, 1941
- H. tumulorum Boursin, 1936
- H. zelleri Christoph, 1876